# Federico Scorticati
Federico Scorticati (Montevideo, 6 de noviembre de 1912-Buenos Aires, 2 de julio de 1998), cuyo nombre completo era Federico Agustín Scorticati, fue un arreglista, bandoneonista, compositor y director de orquesta uruguayo dedicado al género del tango de prolongada actuación en su país y en Argentina, donde actuó en importantes orquestas como las de Roberto Firpo, Francisco Canaro y Carlos Di Sarli y dirigió la Orquesta Típica Victor.

## Actividad profesional
Su familia lo llevó todavía pequeño a vivir a Villa Domínico, en el partido de Avellaneda, en la provincia de Buenos Aires, zona industrial cercana a la ciudad de Buenos Aires. Su relación con el bandoneón se inició porque su padre tocaba de oído ese instrumento; a los 8 años le regalaron el primer instrumento, que con más de 80 años de edad todavía conservaba en su poder. Aprendió a tocar primero con un muchacho del barrio y dos años después debutó en un cine de su barrio, animando como bandoneonista uno de esos bailes que solían seguir a los cuadros filodramáticos de un grupo local de aficionados de teatro, en los que, por ser para familias, en toda la noche solo se tocaba algún tango aislado, disimulado entre los valses y pasodobles. Más adelante, estudió con Luis Bernstein, apodado “el alemán”; su padre lo llevó a Radio Nacional, que posteriormente cambió su nombre por Radio Belgrano, donde, como acostumbraba en esa época, al igual que otros artistas no recibía pago sino un vale para comer en la emisora. Cuando la radio decidió tener un trío estable lo integró junto al pianista Armando Baliotti y al violinista Fausto Frontera y a partir de entonces alguna retribución en dinero comenzó a recibir. Contó Scorticati que ejecutaban música en forma continuada desde las diez de la mañana hasta las diez de la noche,y a pesar de ser siempre los mismos, los iban anunciando con nombres distintos: Trío Frontera, Trío Baliotti, Trío Scorticati.
Por esa época también trabajó en el cuarteto de los hermanos Roberto y Teodoro Guisado y posteriormente, por presentación de Cayetano Puglisi lo contrató Roberto Firpo y estuvo con su conjunto dos años, animando los entreactos en el cine Paramount, donde se proyectaban películas sin sonido, como se acostumbraba hasta que llegara el cine sonoro.
En 1928 ingresó como primer bandoneón del octeto dirigido por Cayetano Puglisi, en el que revistaban los bandoneonistas Pascual Storti y Horacio Gollino; el contrabajista José Puglisi; el pianista Alberto Cosenza y como violinistas Octavio Scaglione y Mauricio Mise, además del director; Pedro Lauga y Fernando Díaz eran los estribillistas. Posteriormente pasó a ser un sexteto y el cantor fue Roberto Díaz.
En 1929 Juan Maglio reorganizó el Trío Pacho con los bandoneonistas de Federico Scorticati, Gabriel Clausi y Ernesto Di Cicco, actuando "Pacho" únicamente como director. Al año siguiente,
el sello Columbia Viva Tonal contrató a Minotto Di Cicco para grabar con un conjunto de gran calidad en el que solo dirigía, integrado, entre otros, por José Tinelli al piano, Federico Scorticati, Ernesto Di Cicco y Gabriel Clausi en bandoneones, Mario Brugni, Antonio Rodio y Antonio Buglione en violines y Luis Bernstein en contrabajo. Los estribillos estuvieron inicialmente a cargo de Antonio Buglione y, hacia el final las grabaciones, por Jorge Omar.
Entre 1934 y 1935 Eduardo del Piano trabajó con la orquesta de Federico Scorticati que se había formado para acompañar a la cancionista Dorita Davis. En la temporada 1937-1938, Héctor Stamponi se incorporó a la orquesta dirigida por Federico Scorticati, quien actuaba en Radio Stentor. Este conjunto estaba integrado de la siguiente manera: piano, Héctor Stamponi, bandoneones, Federico Scorticati, Domingo Triguero y Horacio Golino; violines, Víctor Braña, Emilio González y Ponzoni y contrabajo, Fava. Era el mismo conjunto que por entonces grababa bajo la denominación de Orquesta Típica Victor.
A mediados de la década de 1920 la discográfica RCA Victor salió a competir con el sello Nacional-Odeon y decidieron formar una orquesta propia denominada Orquesta Típica Victor, para lo cual contrataron a Adolfo Carabelli como su asesor y director. Carabelli sabía elegir entre los más capacitados ejecutantes de aquel momento y el plantel de RCA Victor se jerarquizó con músicos notables y repertorio atractivo, al mismo tiempo que las grabaciones ortofónicas consiguieron una calidad de audición muy superior a la de unos meses antes.
En algunos discos se nombraba a Adolfo Carabelli y su Orquesta, otros a Adolfo Carabelli y su Orquesta Típica y otros como Adolfo Carabelli y su Jazz Band; este rótulo se usaba según se modificara la formación instrumental para incluir a batería, pistón, fagot, serrucho, etcétera, según conviniera por uno u otro ritmo grabado.
En la orquesta de Carabelli la música típica tenía menos cabida que el jazz y otros ritmos hasta que a comienzos de la década de 1930 comenzaron a aparecer más grabaciones de tangos hasta quedar como un conjunto cabalmente identificado con ellos, con ejecutantes como los bandoneonistas Carlos Marcucci, Ciriaco Ortiz, Luis Petrucelli y Federico Scorticati; los violinistas Manlio Francia, Antonio Rossi y Elvino Vardaro; el contrabajista Orlando Carabelli; y Adolfo Carabelli en piano, dirección y arreglos.
Tanto la Orquesta Típica Victor como la propia dirigida por Adolfo Carabelli eran invisibles en el sentido de que no realizaban presentaciones públicas sino solamente grabaciones. Carabelli también dirigía otra orquesta, aunque más dedicada al jazz, con la cual obtuvo renombre durante la década de 1930 difundiendo sus ejecuciones a través de varias emisoras, como LR4 Radio Splendid y LR6 Radio Mitre.
En 1936 Federico Scorticati reemplazó a Carabelli en la dirección de la orquesta Victor y permaneció en el cargo hasta 1941.
Mario Pomar se inició en el canto profesional en 1938 usando su verdadero nombre con la orquesta de Federico Scorticati en LR3 Radio Belgrano. Al año siguiente, Charlo hizo una gira acompañado por un trío compuesto por Osvaldo Pugliese, Federico Scorticati y Juan José Gallastegui, tocando, respectivamente el piano, el bandoneón y el violín. El mismo trío acompañó a Adhelma Falcon. En 1941 los cantores de la orquesta de Francisco Canaro, Ernesto Famá y Francisco Amor se independizaron formando la orquesta Amor- Famá, dirigida musicalmente por Federico Scorticati con la que actuaron en Montevideo y en Buenos Aires.
En 1947 al regreso de una gira por España Francisco Lomuto formó su última orquesta que fue la mejor, la más evolucionada y afiatada. La componían los bandoneonistas Federico Scorticati]], Alfredo Cordisco, Manuel Álvarez y Domingo Greco, los violinistas Carlos Taverna, Ernesto Gianni, José Carli y Otelo Gasparini, el pianista Juan Carlos Howard, el contrabajista Alberto Celenza y los cantores Alberto Rivera y Miguel Montero. Con esta orquesta Lomuto reanudó sus grabaciones el 6 de octubre de 1949 con una nueva versión de su tango Muñequita y el 27 de octubre de 1950 hizo su último registro con Tarde y Alma en pena.
En 1966, se fue a virir a Mar del Plata para dedicarse a otras actividades, no obstante lo cual también formó el conjunto Los Notables del Tango, con el cual grabó dos tangos para el sello Ruiseñor, ambos escritos en colaboración con Juan Canaro, Nochebuena en Tokyo y Bonjour París.
A Japón viajó en cuatro oportunidades: dos veces con el pianista Carlos García, otro integrando la Orquesta Símbolo Francisco Canaro y el último en 1996, integrando el Quinteto Canaro, dirigido por Antonio D'Alesandro.

## Labor como compositor
Algunas obras de su autoría que se recuerdan son Alma y Romance, ambos con letra de Juan Sarcione; Bandoneón de mis amores; Bendición, en colaboración con Pascual Storti; con letras de Manuel Meaños, Desesperanza, grabado por la Orquesta Típica Victor con la voz de Mario Pomar y Cansancio, en colaboración con Alberto Gómez, grabado por Gómez con acompañamiento de guitarras el 6 de mayo de 1936;; Canto al tango, música y letra de Scorticati; Confidencia, con letra de Juan Bautista Abad Reyes; Despojos, con letra de José María Contursi; Plumitas, con letra de Luis Rubistein; Por quererte así, con letra de Celedonio Flores, Tango milonguero -también titulado Tango de arrabal-; la ranchera La torcacita y la milonga Como pelea de novios, con letra de Erasmo Silva Cabrera, que grabara Francisco Canaro.

## Valoración
El musicólogo Oscar Zucchi opinó que Scorticati era uno de los mejores ejecutantes de bandoneón de la historia del tango y puntualizó sus condiciones :

"… una notable expresividad…inconfundible sonido…desde la llamativa brillantez sonora a los sugerentes tonos del toque perlado cuando el clima del tema así lo sugiere….absoluto conocimiento de los más sutiles mecanismos del instrumento… perfecto manejo del dispositivo valvular que regula la entrada y salida del aire, consiguiendo que resulte imperceptible para el oyente…dueño de una digitación sorprendente por su celeridad y justeza, que se ve reflejada en sus hermosas variaciones corridas o fraseadas en sus originales adornos, sean mordentes o apoyaturas sabiamente colocadas…dotado…de una llamativa independencia entre ambas manos y una excelsa maestría en el manejo de la difícil técnica de la ejecución ligada”